# Юламаново (Альменєвський округ)
Юлама́ново (рос. Юламаново) — село у складі Альменєвського округу Курганської області, Росія.
Населення — 546 осіб (2010, 616 у 2002).
Національний склад станом на 2002 рік:
- росіяни — 56 %
- башкири — 41 %